# ادوین استانتون
ادوین استانتون (انگلیسی: Edwin Stanton; ۱۹ دسامبر ۱۸۱۴ – ۲۴ دسامبر ۱۸۶۹) سیاست‌مدار اهل ایالات متحده آمریکا بود.